# Canal natural

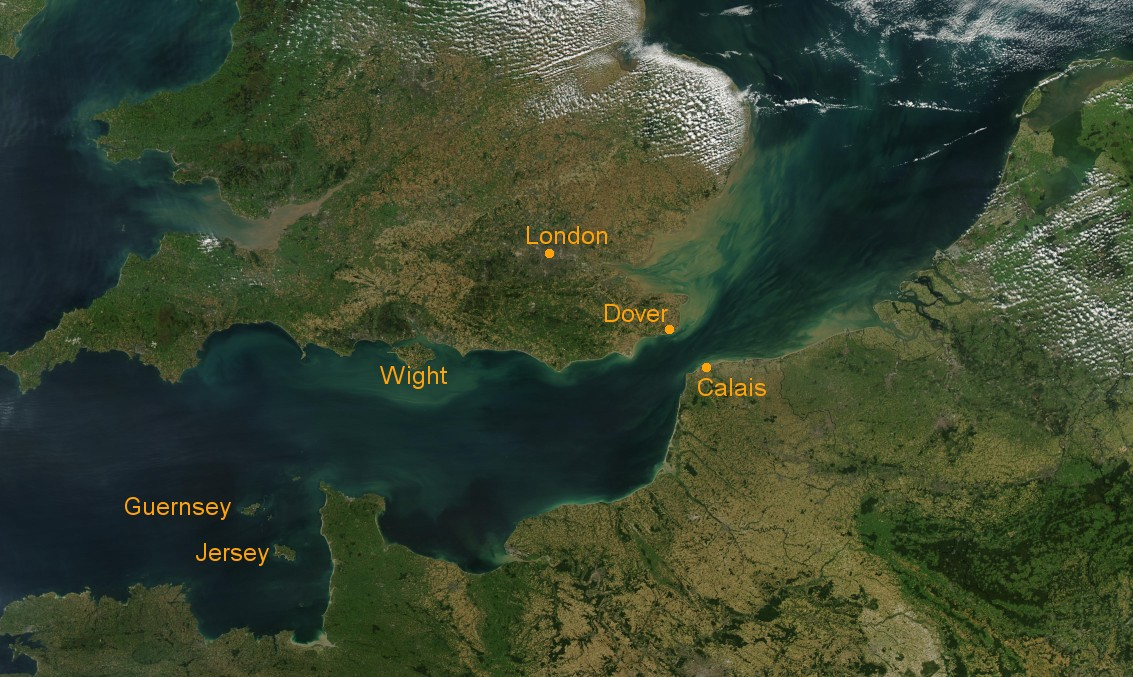
Canal de la Mancha - English Channel - La Manche.

Se denomina canal natural a depresiones en los estuarios y bahías, que por ser más profundos que las aguas circundantes permiten la navegación generalmente sin necesidad de dragado.
Existen también casos raros de canales naturales en áreas continentales, un ejemplo de esto es el canal que une el río Orinoco al río Negro, tributario del río Amazonas, conocido como el río Casiquiare.